# Малая Рыбежка
Малая Рыбежка — река в России, протекает в Ленинградской области. Левая составляющая реки Рыбежки.

## География
Река Малая Рыбежка берёт начало в болоте Великий Мох. Течёт в западном направлении по территории Волховского района. Сливаясь с рекой Большая Рыбежка образует реку Рыбежка. Устье реки находится в 15 км по левому берегу Рыбежки. Длина реки составляет 30 км, площадь водосборного бассейна 70,4 км².

## Данные водного реестра
По данным государственного водного реестра России относится к Балтийскому бассейновому округу, водохозяйственный участок реки — Свирь, речной подбассейн реки — Свирь (включая реки бассейна Онежского озера). Относится к речному бассейну реки Нева (включая бассейны рек Онежского и Ладожского озера).
Код объекта в государственном водном реестре — 01040100812102000013826.